# Gamones
Gamones  és un municipi de la província de Zamora, a la comunitat autònoma de Castella i Lleó. El 2023 tenia 97 habitants.